# رائول لابرادور
رائول لابرادور (به انگلیسی: Raúl Labrador) نمایندهٔ حوزه انتخابیه اول آیداهو از حزب جمهوری‌خواه ایالات متحده آمریکا در مجلس نمایندگان ایالات متحده آمریکا است که برای نخستین‌بار در ۴۴ ژانویه ۲۰۱۱ میلادی به‌عضویت این مجلس درآمد.